# چپن

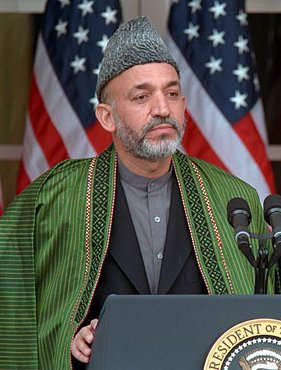
رئیس‌جمهور سابق افغانستان حامد کرزی، با چپن و کلاه قراقل

چپن (یا چپان) جبه‌ای است که معمولاً در ماه‌های سرد زمستان روی لباس پوشیده می‌شود. این نوع بالاپوش، در طرح و رنگ‌های متنوعی دوخته می‌شود و اغلب توسط مردان در آسیای میانه از جمله ازبکستان، افغانستان، تاجیکستان، قزاقستان،قرقیزستان و ترکستان شرقی پوشیده می‌شود.